# Trisophista pauli
Trisophista pauli is een vlinder uit de familie van de stippelmotten (Yponomeutidae). De wetenschappelijke naam van de soort werd in 1967 gepubliceerd door Pierre Viette.